# Lou Ambers
Lou Ambers, pseudonimo di Luigi Giuseppe D'Ambrosio (Herkimer, 8 novembre 1913 – 24 aprile 1995), è stato un pugile statunitense.
Soprannominato "The Herkimer Hurricane", fu campione del mondo dei pesi leggeri dal 1936 al 1938.
La International Boxing Hall of Fame lo ha riconosciuto fra i più grandi pugili di ogni tempo.

## Gli inizi
Di origini italiane, incominciò la carriera professionistica nel 1932 utilizzando il nickname Lou Ambers perché sua madre non scoprisse che faceva il pugile.

## Carriera da professionista
Combatté in due storici incontri per il titolo mondiale contro il leggendario Henry Armstrong, uno perso e uno vinto.
Vinse due dei tre match sostenuti con il grande campione mondiale italoamericano Tony Canzoneri e batté i campioni mondiali Fritzie Zivic e Baby Arizmendi.
Tra i grandi incontrò anche Jimmy McLarnin perdendo ai punti.